# Forceville
Forceville je francouzská obec v departementu Somme v regionu Hauts-de-France. V roce 2012 zde žilo 174 obyvatel.

## Sousední obce
Acheux-en-Amiénois, Bertrancourt, Bus-lès-Artois, Hédauville, Mailly-Maillet, Varennes

## Vývoj počtu obyvatel
Počet obyvatel